# 莫納加斯州
莫納加斯州（西班牙語：Estado Monagas）是委內瑞拉東部的一個州，東北臨帕里亞灣。面積28,900平方公里，2007年人口855,300人。首府馬圖林。
1909年建州。下分十三個自治市。州名紀念第十一、三任總統何塞·塔德奧·莫納加斯及其兄弟何塞·格雷戈里奧·莫納加斯。

## 經濟

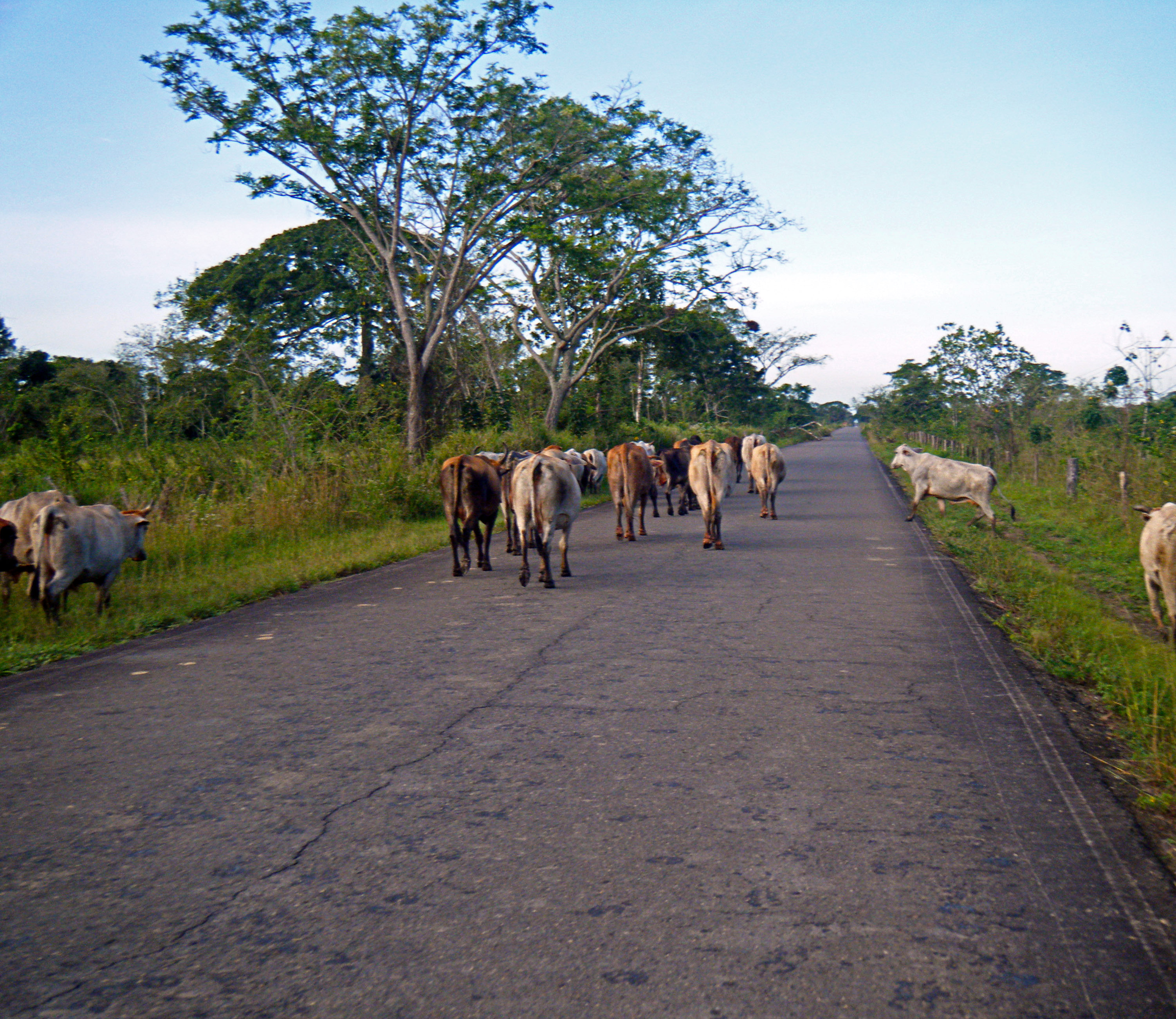
莫納加斯州的家畜。

莫納加斯州的經濟基礎是農業和畜牧業。
1. ↑  . venezuela.justia.com.   [2021-07-31].